# Wspólnota administracyjna Ebermannstadt
Wspólnota administracyjna Ebermannstadt – wspólnota administracyjna (niem. Verwaltungsgemeinschaft) w Niemczech, w kraju związkowym Bawaria, w rejencji Górna Frankonia, w regionie Oberfranken-West, w powiecie Forchheim. Siedziba wspólnoty znajduje się w mieście Ebermannstadt, a przewodniczącym jej jest Franz Josef Kraus.
Wspólnota administracyjna zrzesza jedną gminę miejską (Stadt) oraz jedną gminę wiejską (Gemeinde):
- Ebermannstadt, miasto, 6 818 mieszkańców, 49,97 km²
- Unterleinleiter, 1 228 mieszkańców, 12,48 km²